# Philippe Juvin
Pour les articles homonymes, voir Juvin.
Ne doit pas être confondu avec Hervé Juvin.
Philippe Juvin , né le 1er février 1964 à Orléans (Loiret), est professeur de médecine, médecin anesthésiste-réanimateur et homme politique français, membre du parti Les Républicains.
Philippe Juvin est maire de La Garenne-Colombes de 2001 à 2022, député européen de 2009 à 2019 et porte-parole de la délégation française au sein du groupe du Parti populaire européen. Il est professeur de médecine (anesthésie-réanimation, puis médecine d'urgence) et chef de service des urgences de l'hôpital européen Georges-Pompidou (Paris) depuis 2012.
Il est depuis 2016 président de la fédération Les Républicains des Hauts-de-Seine.
Candidat au congrès des Républicains de 2021 pour l'élection présidentielle de 2022, il est éliminé au premier tour de la primaire, arrivant en dernière position avec 3,1 % des suffrages.
En juin 2022, il est élu député de la 3e circonscription des Hauts-de-Seine lors des élections législatives.

## Biographie

### Formation
Après des études secondaires à l'Institution Notre-Dame de Sainte-Croix à Neuilly-sur-Seine où il obtient son baccalauréat en 1981, Philippe Juvin poursuit des études supérieures de médecine. Il est ancien interne des hôpitaux de Paris, docteur en médecine, anesthésiste-réanimateur puis urgentiste. Il est également titulaire d'un doctorat de biologie et physiologie de la circulation et de la respiration, et d'un diplôme de médecine légale.

### Carrière professionnelle

#### Hôpital Bichat puis hôpital Beaujon
Après avoir été chef de clinique, anesthésiste-réanimateur à l'hôpital Bichat-Claude-Bernard à Paris, Philippe Juvin est professeur des universités-praticien hospitalier à l'Assistance publique - Hôpitaux de Paris (AP-HP) et chef du service des urgences de l’Hôpital Beaujon à Clichy en Île-de-France jusqu'en février 2012, date à laquelle il quitte son service.
En juin 2008, soit trois mois après avoir été réélu maire de La Garenne-Colombes, Philippe Juvin effectue une mission en tant que médecin militaire auprès des forces de l’OTAN en Afghanistan sur un camp militaire français, le camp Warehouse. Pendant deux mois, il soigne civils et militaires dans un hôpital de campagne. Il reçoit à l’occasion de cette mission la médaille commémorative française avec agrafe Afghanistan et la médaille de l’International Security Assistance Force (ISAF) par l’OTAN. Lors de ce séjour, il intervient en direct dans l'émission de radio RTL Matin le 26 juin pour évoquer la situation en Afghanistan, se félicitant du bon accueil des Français mais « effrayé par l'insuffisance des moyens de l'armée française tels que mis en exergue dans le Livre blanc du Président de la République »,. En janvier 2009, Philippe Juvin alors chef des urgences de l'hôpital Beaujon déclenche une polémique en affirmant dans les médias que 10 000 personnes meurent chaque année à l'hôpital du fait de l'exercice médical. Pierre Coriat, le président de la commission médicale d'établissement (CME) de l'AP-HP, déclare « les chiffres sont inexacts et de nature à inquiéter faussement tous les malades qui nous font confiance ». La commission médicale de l'hôpital Beaujon vote à l'unanimité une motion condamnant les prises de position de leur confrère dans le JDD et dénonce un mélange des genres,.
Roselyne Bachelot, alors ministre de la Santé, confirme quant à elle ces chiffres en précisant qu’ils sont issus d’une étude de 2005,. Après les attentats du 13 novembre 2015, Philippe Juvin est à l'origine d'une polémique à la suite de ses déclarations à la télévision à propos de l'annonce de Manuel Valls sur le risque d'attaques chimiques. On reproche aux médias d'avoir omis de dire qu'en plus de praticien hospitalier, il était membre des Républicains et proche de Nicolas Sarkozy.

#### Hôpital européen Georges-Pompidou
En février 2012, Philippe Juvin est nommé chef des urgences de l'hôpital européen Georges-Pompidou à Paris. Les circonstances de sa nomination font l'objet de critiques de représentants du personnel médical. La nouvelle organisation est saluée par le quotidien Libération qui juge que depuis l'arrivée de Philippe Juvin, les conditions d'accueil et de soin se sont améliorées. 
Des syndicats de médecins hospitaliers et le Mouvement de défense de l'hôpital public dénoncent un favoritisme politique ainsi que le cumul de fonctions politiques de Philippe Juvin, au détriment de sa présence effective à l'hôpital. Ils réclament une enquête du ministère de la Santé. Philippe Juvin est alors soutenu par le Pr Safran qui précise qu’« il a été entendu par l’ensemble des instances consultatives […] chacune de ces instances s’est prononcée favorablement pour la nomination de Philippe Juvin, selon un processus de plusieurs mois permettant réflexion et information complète de chacun de nous ». Le ministère de la Santé ne donne pas de suite à la demande. Le syndicat des praticiens des hôpitaux publics (SPHP) s'était joint à l'ancien chef de service des urgences pour contester devant le tribunal administratif la nomination de Philippe Juvin à la tête du service des urgences de l'hôpital européen Georges-Pompidou. Le tribunal administratif confirme le Pr Juvin dans ses fonctions en rejetant les demandes du syndicat par deux fois, en référé et par un jugement au fond : dans son 18e considérant, le jugement relève que les conditions d’exercice de la fonction de chef de service de Philippe Juvin est susceptible de révéler une incompatibilité avec son mandat législatif en cours en regard de l’article LO142 du code électoral. Le tribunal note toutefois que cela est sans incidence sur la légalité de la décision de nomination,,.
Lors des attentats du 13 novembre 2015, il soigne les blessés transportés à l'hôpital européen Georges-Pompidou. Il témoigne dans les jours qui suivent dans les médias,.
Il s’investit lors de la pandémie de Covid-19 en France, où il dénonce un manque de préparation et la gestion du gouvernement,,. Des médias le présentent alors comme un urgentiste engagé politiquement. Philippe Juvin critique pour sa part « l’empilement des strates administratives », qui nuirait à la lutte contre le virus,.

#### Aide aux médecins, militaires et civils ukrainiens
Le 3 avril 2022, il révèle qu'il se trouve en Ukraine depuis une semaine. Il déclare s'y être rendu discrètement, à la demande de collègues médecins dans le besoin. Sur place, il aide le personnel soignant ukrainien et enseigne « la médecine de sauvetage au combat à des militaires et médecins ». Il salue le courage du peuple ukrainien et alerte sur le manque de garrots, de vac et de fixateurs externes.

### Parcours politique

#### Au niveau local
Conseiller municipal de La Garenne-Colombes depuis 1983, Philippe Juvin est élu maire sous l'étiquette Rassemblement pour la République (RPR) à l'issue des élections municipales de 2001, succédant à Max Catrin. La liste qu'il conduit arrive en tête au premier tour des élections municipales de 2008, avec 66,7 % des voix, à nouveau au premier tour des élections municipales de 2014 avec 71,36 % des voix et enfin au premier tour des élections municipales de 2020 avec 75,99 % des voix . Philippe Juvin est également président du syndicat d'eau potable Sénéo, et vice-président du Syndicat intercommunal pour le gaz et l'électricité en Île-de-France,.
Alors que La Garenne est jumelée avec la ville de Wangen im Allgäu, en Allemagne, à partir de 1980, Philippe Juvin est à l'origine d'autres jumelages. La commune est ensuite jumelée avec quatre autres villes : Valpaços, au Portugal, depuis 2004, Yoqneam, en Israël, depuis 2006, Clarksville, aux États-Unis, depuis 2008, et Daroun-Harissa, au Liban, depuis 2011. Dans le cadre de ses relations très proches avec le Liban, concrétisées par ce dernier jumelage, La Garenne-Colombes et le contingent français de la FINUL organisent, depuis 2010, le Concours de la francophonie auquel participent des écoles primaires du Liban sud. Chaque année, Philippe Juvin se rend dans cette région afin de remettre le premier prix aux 20 jeunes lauréats : un séjour de cinq jours en France, à La Garenne-Colombes durant lequel, un programme de visites le plus complet possible et diversifié leur est offert.
En octobre 2008, le conseil général des Hauts-de-Seine, sur la proposition de Philippe Juvin, décide de donner le nom de Kléber Haedens au deuxième collège en construction à La Garenne-Colombes. Le maire souhaite également donner à cet écrivain une place importante dans les programmes scolaires, et prévoit notamment de distribuer une de ses œuvres, Une histoire de la littérature française, à tous les élèves de sixième. Les élus d'opposition contestent le choix d'un écrivain controversé car réactionnaire, nationaliste et royaliste, écrivant pour L'Action française et proche de Charles Maurras. Pour Philippe Juvin, Kléber Haedens « n'a jamais rien écrit de politique ». Alors que la construction du collège est bien avancée, la mairie de La Garenne-Colombes organise le 26 novembre 2008 une cérémonie dite de « pose de la première pierre » à laquelle l'écrivain Jean d'Ormesson est invité. Lors de cette cérémonie, une manifestation est organisée par un collectif s'opposant à ce projet.
En décembre, huit recours en annulation sont déposés au tribunal administratif de Versailles par des enseignants et des parents d'élèves du futur collège. Le président du conseil général Patrick Devedjian et la vice-présidente Isabelle Balkany demandent alors à Philippe Juvin de revenir sur sa décision. En juin 2009, Philippe Juvin annonce dans la presse qu'il a demandé au conseil général de modifier le nom en « collège Champs-Philippe », du nom du quartier où l'établissement est construit. 
Philippe Juvin est élu conseiller général des Hauts-de-Seine dans le canton de La Garenne-Colombes en 2004. Lors de la succession de Nicolas Sarkozy, élu président de la République en 2007, il pose sa candidature pour la présidence du département en se présentant comme « le candidat de la jeunesse et du renouveau ». 
Le 16 octobre 2009, le tribunal de grande instance de Paris déboute Philippe Juvin de sa démarche qui visait à faire interdire pour trouble illicite le blog humoristique Le pot rouge et à connaitre l'identité du ou des responsables de ce site qui présente Philippe Juvin avec un pot de fleur sur la tête en allusion à la maison Raynaud (Mastaba I) contenant un monumental pot rouge achetée par la commune quelques années plus tôt pour 1,8 million d'euros. Le tribunal de Paris condamne également la commune de La Garenne-Colombes à verser 1 500 euros à Courrier international, l'hébergeur du blog attaqué.
En 2010, le quartier des Champs-Philippe — qui couvre un quart du territoire de la commune — passe donc sous le contrôle de l'Établissement public ; le maire Philippe Juvin est nommé vice-président et administrateur de cet établissement devenu en 2010 l'Établissement public d'aménagement de la Défense Seine Arche (EPADESA). Concernant les craintes de certains (50 familles concernées) après les expropriations de voir leur quartier appartenir à la Défense, Philippe Juvin prend l’engagement qu’il n’y aurait jamais de tour construite dans ce quartier, contrairement à certains projets,. En 2011, « Les Champs-Philippe, un village dans la ville » remporte le prix national « art urbain », mention « qualité de la vie sociale ».

#### Au niveau départemental et régional
Philippe Juvin est élu en janvier 2016 président de la fédération Les Républicains des Hauts-de-Seine puis en juin 2021 conseiller régional d'Île-de-France sur la liste conduite par Valérie Pécresse.

#### Au niveau national
Philippe Juvin a été président de l'Union des jeunes pour le progrès (UJP) de 1989 à 1995.
Philippe Juvin est nommé administrateur de la Caisse nationale de solidarité pour l'autonomie en mai 2005. Il participe à la rédaction du programme santé lors des élections de 2007 puis est nommé membre de la commission Alzheimer par le président de la République, Nicolas Sarkozy, le 3 septembre 2007. Proche de Nicolas Sarkozy et figure montante de l'UMP, il est présenté par la presse comme son médecin traitant,.
En juillet 2021, il annonce sa candidature à une primaire de la droite en vue de l’élection présidentielle de 2022. Le 2 décembre 2021, arrivé en cinquième et dernière position avec 3,13 % des suffrages exprimés, il est éliminé au premier tour du congrès des Républicains.
Le 19 juin 2022, il est élu député à l'Assemblée Nationale au second tour des élections législatives. Il fait partie selon Le Figaro d'un groupe informel de députés LR œuvrant à un rapprochement avec Emmanuel Macron.
Le 21 novembre 2023, il parvient à faire adopter un amendement à la proposition de loi "portant mesures pour bâtir la société du bien vieillir en France", pour garantir le droit aux résidents en Ehpad de venir accompagnés de leur animal de compagnie.
Après la dissolution de l'Assemblée nationale le 9 juin 2024, il se présente aux législatives. Il est candidat investi par LR via un « pacte de non-agression » dans les Hauts-de-Seine entre des responsables de la droite LR et de la coalition présidentielle d'Emmanuel Macron. Il réitère son souhait d'une coalition gouvernementale entre les deux partis. Il est candidat pour le poste de président de l'Assemblée nationale en juillet 2024.

#### Au niveau européen
Philippe Juvin, 3e sur la liste d’Alain Lamassoure (pour l’Île-de-France et les Français de l’étranger) est réélu député européen lors des élections européennes du 25 mai 2014. Il avait déjà été élu en 2009, alors qu'il figurait en 5e position sur la liste de la majorité présidentielle dans la circonscription Île-de-France. 
Selon le site MEP Ranking de classement des députés européens, Philippe Juvin était classé 66e en 2009[réf. nécessaire] ; le 21 février 2015, il est classé 71e sur les 750 députés européens pour la période depuis le 1er juillet 2014 et se classe en 3e place des eurodéputés français au Parlement européen.On trouve aussi le rapport d'activité de Philippe Juvin comme député européen sur le site Vote Watch Europe.
Il suit les projets de la Commission européenne en matière de refonte de la directive sur les essais cliniques qui rencontre une forte opposition de la part des industriels du secteur qui, par l’intermédiaire de Philippe Juvin, tentent d’intervenir dans le sens de leurs uniques intérêts en mettant en avant : « la confidentialité à caractère commercial et la préservation des intérêts économiques légitimes des promoteurs ». Le 29 mai 2013, le rapport relatif aux essais cliniques de médicaments à usage humain a été adopté à l'unanimité en Commission de l'environnement du Parlement européen. Philippe Juvin, « rapporteur fictif » pour le PPE sur la législation, estime alors que le rapport constitue un grand pas pour la recherche clinique en Europe.
Le 25 janvier 2011, approché par le groupe pétrolier Total, il exerce son droit d'opposition et bloque le fonctionnement de la Commission européenne, voulant ainsi « mettre un frein à la frénésie des normes imposées par la Commission ». Il dénonce une décision du 15 décembre 2010 ne respectant pas le principe de progressivité dans l'application du plan de réduction des émissions des gaz à effet de serre, ce qui mettrait « en danger de disparition l'industrie européenne ».
Philippe Juvin, membre de la commission IMCO, a été avec la députée d’extrême droite Mylène Troszczynski (FN) particulièrement actif pour amender un texte de l'union européenne qui visait à durcir les normes sur la neutralisation des armes à feu après les attentats de 2015.
Philippe Juvin a été classé 22e sur 751 parmi les députés européens qui exercent des activités rémunérées en même temps que leur mandat au Parlement, par Transparency International EU, un organisme indépendant qui lutte contre la corruption au Parlement européen et a répertorié tous les revenus perçus par les députés européens en plus des indemnités qui leur sont versées,, Comme Rachida Dati, il ne figurera pas sur la liste Les Républicains aux élections européennes de 2019 en France , dont il avait pourtant brigué la tête.

#### Prises de positions et polémiques
En septembre 2008, Philippe Juvin critique le traitement des Jeux paralympiques d'été par France Télévisions, qualifiant de « ségrégation » l'absence de retransmissions en direct. Le groupe France Télévisions annonce porter plainte pour diffamation. Le 18 juin 2010, la justice déboute le groupe France Télévisions de sa plainte en diffamation.
En octobre 2011, à l’occasion de la tenue des primaires du Parti socialiste, Philippe Juvin s’inquiète, au nom des libertés individuelles, du devenir des listes électorales et du risque de « fichage » des votants et demande des preuves de la destruction des listes. Il sera moqué par le conseiller régional Christophe Borgel qui lui promet de lui faire porter « un gros sac rempli de listes broyées ».
En novembre 2012, lors de la controverse liée à l'élection de la présidence de l’UMP, Philippe Juvin, qui soutient la candidature de Jean-François Copé, accuse François Fillon et Alain Juppé de vouloir « déposer Copé » et compare leurs actions à un coup d'État.
Il soutient Nicolas Sarkozy pour la primaire française de la droite et du centre de 2016. Dans le cadre de sa campagne, il est nommé orateur national chargé de la santé.
Après l'éviction de Nicolas Sarkozy lors des primaires du parti Les Républicains, il se rallie à François Fillon. Il appelle à voter Emmanuel Macron au second tour de l'élection présidentielle. Il fait par la suite partie des soutiens de Laurent Wauquiez pour le congrès des Républicains de 2017 et le parraine. Après avoir fait partie du cabinet fantôme de Laurent Wauquiez, il le quitte après le faible score de LR aux élections européennes et à la suite de démissions successives au sein du parti.
Pendant la pandémie de Covid-19 en France, Philippe Juvin est très présent sur les plateaux des chaines d'information et très critique quant à la gestion de la crise par le gouvernement. Conjuguant ses activités professionnelles et de nombreux passages sur les chaînes d'information continue, il publie Je ne tromperai jamais leur confiance, un livre sur la gestion publique de la pandémie. Certains journalistes indiquent que c'est en raison de ses positions trop critiques qu'il ne sera pas élevé au grade d'officier de la Légion d'honneur malgré la volonté de Matignon. Il est vivement critiqué pour certaines de ses déclarations tenues dans ce livre par le porte-parole du gouvernement, Gabriel Attal.
Candidat à la primaire LR pour l'élection présidentielle de 2022, il défend la réduction des cotisations sociales, prône le recul de l'âge de la retraite à 65 ans et la possibilité de passer aux 39 heures par des accords d'entreprise. Il n'est en revanche pas favorable aux suppressions de postes dans la fonction publique. Dans le domaine régalien, il propose l'instauration de quotas migratoires, la sortie de la France de la Convention européenne des droits de l'homme, l'exclusion des migrants de toute aide sociale pendant cinq ans, l'instauration de peines planchers et souhaite que les étrangers auteurs de délits graves purgent leur peine dans leur pays d'origine. À la différence de ses adversaires, il ne se focalise pas sur les questions d’immigration et de sécurité, cherchant à introduire le thème des services publics dans le débat politique. Il est perçu comme le moins libéral des candidats,.
Après l'élection présidentielle, il se déclare en faveur d'une grande majorité autour d’Emmanuel Macron qui inclurait LR et tente de négocier une place dans le prochain gouvernement.

## Affaires administrativo-judiciaire
En 2017, Philippe Juvin attaque en justice à titre personnel un permis de construire délivré au promoteur immobilier Franco Suisse, par « délégation du maire », c’est-à-dire qu'il a lui-même signé. Il se désiste à la suite d’une transaction financière privée avec le promoteur immobilier, percevant 97 000 euros au cours de l'opération,,.
Une plainte est déposée à son encontre en 2023 par un élu syndical et le syndicat interco-CFDT des Hauts-de-Seine pour « harcèlement moral », « entrave à un processus de signalement » et « discrimination syndicale ». Monique Raimbault, qui a succédé à Philippe Juvin à la mairie de La Garenne-Colombes, est également visée. Selon la CFDT, ses représentants ont subi des mesures de rétorsion de la municipalité après avoir dénoncé, depuis plusieurs années, les conditions de travail dégradées des employés municipaux, la multiplication des contrats à durée déterminée et des vacations. Bien que n'étant plus que simple conseiller municipal depuis sa démission de sa qualité de maire en 2022 pour se conformer à la loi sur le cumul des mandats, Philippe Juvin est soupçonné d’être resté le véritable décisionnaire.

## Synthèse des résultats électoraux

### Élections législatives
| Année | Parti  | Parti | Circonscription       | 1er tour | 1er tour | 1er tour | 2d tour | 2d tour | 2d tour | Issue |
| Année | Parti  | Parti | Circonscription       | Voix     | %        | Rang     | Voix    | %       | Rang    | Issue |
| ----- | ------ | ----- | --------------------- | -------- | -------- | -------- | ------- | ------- | ------- | ----- |
| 2022  |        | LR    | 3e des Hauts-de-Seine | 13 949   | 31,14    | 2e       | 17 083  | 38,00   | 1er     | Élu   |
| 2024  | 31 109 | LR    | 3e des Hauts-de-Seine | 52,09    | 1er      |          |         |         | Élu     |       |

### Élections municipales
Les résultats ci-dessous concernent uniquement les élections où il est tête de liste.
| Année | Liste | Liste | Commune             | 1er tour | 1er tour | 1er tour | Sièges obtenus |
| Année | Liste | Liste | Commune             | Voix     | %        | Rang     | Sièges obtenus |
| ----- | ----- | ----- | ------------------- | -------- | -------- | -------- | -------------- |
| 2001  |       | RPR   | La Garenne-Colombes | 6 084    | 73,16    | 1er      | NC             |
| 2008  |       | UMP   | La Garenne-Colombes | 6 547    | 66,70    | 1er      | NC             |
| 2014  | 7 314 | UMP   | La Garenne-Colombes | 71,36    | 1er      | 30 / 35  |                |
| 2020  |       | LR    | La Garenne-Colombes | 6 136    | 75,99    | 1er      | 31 / 35        |

### Élections cantonales
| Année | Parti | Parti | Canton              | 1er tour | 1er tour | 1er tour | Issue |
| Année | Parti | Parti | Canton              | Voix     | %        | Rang     | Issue |
| ----- | ----- | ----- | ------------------- | -------- | -------- | -------- | ----- |
| 2004  |       | UMP   | La Garenne-Colombes | 5 516    | 56,78    | 1er      | Élu   |

## Publications
- Notre Histoire, les cent dates qui ont fait la nation européenne, Paris, Éditions Jean-Claude Lattès, 2014, 250 p. (ISBN 978-2-70963-448-9)
- Je ne tromperai jamais leur confiance, Gallimard, 2021, 304 p.  (ISBN 978-2072932205)

## Distinctions
- Chevalier de la Légion d'honneur (2009)[98].
- Chevalier de l'ordre national du Mérite (2003)[99].
- Chevalier de l'ordre des Palmes académiques[100].
- Médaille commémorative française, agrafe Afghanistan (2008)[100].
- Médaille de l'OTAN, version FIAS (2008)[100].